# Webster County, Iowa
Webster County är ett administrativt område i delstaten Iowa, USA, med 38 013 invånare. Den administrativa huvudorten (county seat) är Fort Dodge.

## Geografi
Enligt United States Census Bureau har countyt en total area på 1 860 km². 1 852 km² av den arean är land och 8 km² är vatten.

### Angränsande countyn
- Humboldt County - norr
- Wright County - nordost
- Hamilton County - öst
- Boone County - sydost
- Greene County - sydväst
- Calhoun County - väst
- Pocahontas County - nordväst